# 마인크래프트 모드
마인크래프트 모드는 모장 스튜디오의 비디오 게임 《마인크래프트》를 바탕으로 사용자가 내용을 변경 및 개조한 모드를 가리킨다. 인터넷으로 무료로 배포되며 그 양은 1만 개 이상에 달한다. 어떤 모드들은 부가 소프트웨어를 동시에 활용해 게임플레이를 향상시키기도 한다.
《마인크래프트》의 모드는 주로 컴퓨터 및 모바일판 전용이며, 일반적으로 콘솔판에는 적용할 수 없다.

## 역사
《마인크래프트》의 첫 번째 버전은 2009년 5월에 출시됐으나 클라이언트를 변경하는 모드는 게임이 알파 단계에 다다른 2010년 6월에서부터야 활성화되기 시작했다.

## 모드 종류

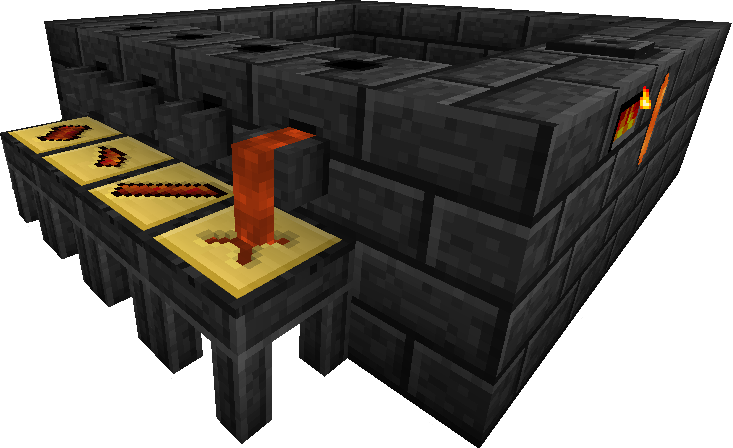
〈팅커스 컨트스턱트 (Tinkers Construct)〉 모드는 게임 내에 주조를 추가하며, 이를 통해 천연물질을 가공해 전용 무기와 도구를 제작할 수 있다.

저장소 웹사이트 커스포즈에는 2021년 3월 기준으로 《마인크래프트》 전용 모드가 84,123개 이상 존재한다. 모드가 추가하는 컨텐츠 수 및 종류는 모드마다 각양각색이다. 이처럼 사용자들이 직접 모드를 만들다보니 자연스럽게 모드가 많아진다.

## 참고 문헌
- Rogers Cadenhead, Absolute Beginner's Guide to Minecraft Mods Programming, (Indianapolis: Que Publishing, 2014). ISBN 0-13-390322-2
- Cori Dusmann, The Parent's Guidebook to Minecraft, (San Francisco: Peachpit Press, 2013). ISBN 0-13-352191-5
- Jimmy Koene, Sams Teach Yourself Mod Development for Minecraft in 24 Hours, (Indianapolis: Sams Publishing, 2015). ISBN 978-0-672-33763-5
- Lars van Schaik and Ronald Vledder (eds.), De ultieme gids voor Minecraft, (Doetinchem: Reshift Digital, 2015). ISBN 82-261-0074-7